# Bomba a piazza Zion
L'attentato a piazza Zion o bomba a piazza Zion fu un attacco terroristico palestinese nel centro di Gerusalemme avvenuto il 4 luglio 1975, in cui 15 civili vennero uccisi e 62 (o secondo altre fonti 77) feriti.

## L'attacco
Un terrorista palestinese fece esplodere un frigorifero che conteneva cinque chilogrammi di esplosivo in piazza Zion, nel centro di Gerusalemme, uccidendo 15 persone e ferendone 77. Un passante ebreo, Shabtai Levi, aiutò il terrorista a sollevare il frigorifero sul marciapiede. Il frigorifero destò i sospetti di Esther Landner e Yehuda Warshovsky, che lavoravano vicino a piazza Zion. Landner chiamò la polizia ma mentre rispondeva alle loro domande, il frigorifero esplose.

### Vittime
Tra i morti vi furono Rivka (nata Soifer) Ben-Yitzhak, 35 anni, cittadina americana, e suo marito, Michael, che lasciò due bambini piccoli. Il Ben-Yitzhak Award, assegnato ogni anno a un illustratore di libri per bambini dal Museo d'Israele, venne istituito nella loro memoria. Anche Daoud Khoury, un contabile arabo del King David Hotel, rimase ucciso nell'attacco.

## Gli autori
L'OLP rivendicò la responsabilità per l'attacco. Successivamente venne rivelato che l'attacco era stato eseguito dall'arabo-americano Ahmed Jabara, alias Abu Sukar, originario di Turmus Ayya. Jabara fu assistito da Bassem Tabila di Nablus, che fuggì in Giordania prima di poter essere arrestato.
A seguito di un'indagine dello Shin Bet e della polizia israeliana, Jabara fu arrestato e processato da un tribunale militare nel giugno 1977. Fu condannato all'ergastolo e ad altri 30 anni.
Nel 2003, Ahmed Jabara è stato scarcerato dopo aver scontato 27 anni, come gesto del governo israeliano nei confronti di Yasser Arafat. Poco dopo il suo rilascio, Jabara chiese il rapimento di soldati israeliani in una manifestazione a Betlemme ampiamente coperta dai media palestinesi. Arafat lo nominò successivamente consigliere per gli affari dei prigionieri. Jabara morì a Ramallah il 17 luglio 2013, all'età di 78 anni.